# Pierre Joseph Lafontaine
Pour les articles homonymes, voir Lafontaine.
Pierre Joseph Lafontaine, né à Courtrai le 18 juillet 1758 et mort à Paris le 12 janvier 1835, est un peintre belge, qui a été doyen des experts des musées royaux.

## Parcours
Pierre-Joseph Lafontaine suit d'abord une formation à l'Académie de Courtrai, puis intègre l'Académie Royale de Peinture à Paris.
Il expose au salon du Louvre entre 1789 et 1806. Il présente neuf tableaux dont huit intérieurs d'église en 1789, onze tableaux en 1791, deux intérieurs d'église en 1793.
La Révolution l'empêche de poursuivre une carrière officielle. Il se fixe alors comme marchand de tableaux et travaille pour les musées français. Il parcourt alors toute l'Europe à la recherche de tableaux, notamment aux Pays-Bas où il acquiert plus d'une centaine de tableaux à l'occasion de ventes publiques. On doit à Lafontaine d'avoir retrouvé en Belgique La femme adultère, tableau de Rembrandt.
Il peignit des tableaux d'architectures, notamment des intérieurs de palais et d'églises. Il s'inspira beaucoup des travaux des familles Neefs et Stenwijck et fut surnommé à ce titre Lafontaine Peterneefs. Les peintres Demarne, Swebach et Taunay ont généralement peint les personnages de ses tableaux.
Élève de Jean Douelle (1755-1793) à Courtrai, il fut protégé par Greuze et Denon à Paris.
Ses tableaux se trouvent dans les musées d'Avignon, d'Orléans, de Dijon, Gotha (Allemagne) , de Courtrai, de Lille, au Carnavalet, au Louvre, aux arts décoratifs.